# Poltys horridus
Poltys horridus là một loài nhện trong họ Araneidae.
Loài này thuộc chi Poltys. Poltys horridus được George Hazelwood Locket miêu tả năm 1980.